# Nelson Riis
Nelson Andrew Riis, född 10 januari 1942, är en kanadensisk tidigare politiker, riksdagsledamot och medlem i New Democratic Party of Canada. Han är geograf och lärare till yrket.